# Det Hvide Fyr i Skagen
Det Hvide Fyr i Skagen er et fyrtårn opført i 1747 efter tegninger af Philip de Lange.
Fyret havde oprindeligt kulbål på toppen. Fyret blev forhøjet i 1816, og den tidligere åbne fyrkurv blev overdækket med en signallanterne. I 1835 blev der installeret et spejlapparat i lanternen. Lanternen er senere blevet fjernet igen.
Fyrtårnet blev oprindeligt opført som afløser for et vippefyr, og det blev selv afløst af et nyt fyr i 1858 (Det Grå Fyr i Skagen).